# Praga E-55
Praga E-55 — прототип чехословацкого многоцелевого одномоторного лёгкого самолёта, разработанного ČKD-Praga и предназначенного для чехословацкой армии. Был построен единственный экземпляр, совершивший первый полет в 1949 году, но серийное производство этой модели решили не запускать, и единственный экземпляр использовался аэроклубом, прежде чем был снят с эксплуатации в 1953 году.

## Разработка и дизайн
В ноябре 1947 года Министерство обороны Чехословакии выдало требования к проектам двух лёгких самолётов для чехословацкой армии: трёхместный самолёт, оснащённый двигателем Walter Minor 6-III мощностью 160 л. с. и двухместный самолёт, оснащённый двигателем Walter Minor 4-III мощностью 105 л. с.. Более крупный самолёт должен был выполнять ряд задач, включая наблюдение и связь, эвакуацию раненых и буксировку планеров. У него должен был быть хороший обзор во всех направлениях для выполнения задач по наблюдению. Также самолёт должен был работать с коротких взлётно-посадочных полос и быть простым в обслуживании в полевых условиях. Ещё одним требованием было, чтобы его транспортировка на земле проводилась путём буксировки за легковым автомобилем или в 2,5-тонном грузовике.
Летом 1948 года предложенная ČKD-Praga модель E-55, разработанная главным конструктором Ярославом Шлехтой, была выбрана, как проект трёхместного самолёта, в то время как Aero Ae 50 был выбран как проект двухместного самолёта.
E-55 был монопланом с тянущим винтом, с гондолой и балочным расположением. Он имел короткую, сильно остеклённую гондолу фюзеляжа, с двойным хвостом, установленным на конце трубчатой хвостовой балки. Пилот и наблюдатель сидели бок о бок в передней части закрытой кабины, с сиденьем для третьего члена экипажа позади них. Правое переднее сиденье можно было снять, чтобы разместить полки, на которых можно было нести двое носилок, расположенных друг над другом, в то время как медицинский работник мог сидеть слева от носилок, хотя это требовало работы с перегрузкой по весу. Для буксировки планера самолёт эксплуатировался как одноместный, со снятой для снижения веса радиостанцией. Обтянутые тканью металлические крылья были оснащены прорезями по всему размаху передней кромки и закрылками, которые можно было связать с элеронами во время посадки. Самолёт имел фиксированное трёхопорное шасси.
Прототип впервые поднялся в воздух осенью 1949 года и оказался сильно перегруженным и недостаточно мощным. Он не смог выполнить жёсткие требования спецификации к взлётно-посадочной дистанции. Длина разбега превышала указанную дистанцию на 93%, а посадочная дистанция была на 45% больше требуемой. Испытания показали, что самолёт имел опасную привычку терять высоту, когда закрылки убирались после взлёта, а наземное управление также было плохим. В июне 1950 года правительство Чехословакии решило отказаться от своих программ по разведывательным самолётам, поскольку и Praga E-55, и Aero Ae 50 оказались разочаровывающими, а чехословацкая авиационная промышленность была направлена на концентрацию внимания на лицензионном производстве советских боевых самолётов. Продолжалась ограниченная разработка E-55 с двигателем M-8 мощностью 215 л. с., но этот двигатель так и не был выпущен. Также в 1951 году Praga предложила версию для опрыскивания сельскохозяйственных культур E-55-H, которая должна была быть оснащена баком на 250 кг химикатов, но модель осталась не построенной.
В конце 1952 года E-55 был передан Svazarm, чехословацкой военизированной молодёжной учебной организации, где он использовался для парашютной подготовки и буксировки планеров. Он был сильно повреждён в результате аварии при посадке в Млада-Болеславе 29 июня 1953 года, не был отремонтирован и был списан, его крыло использовалось в качестве учебного пособия в военной академии Брно, в то время как его двигатель использовался в прототипе Zlín Z-226.

## Лётно-технические характеристики
источник: Mongrafie: Praga E-55

### Технические характеристики
- Экипаж: 3 человек
- Длина: 8,13 м
- Размах крыла: 11,50 м
- Высота: 2,28 м
- Площадь: 17,62 м²
- Удлинение крыла: 7.5:1[5]
- Аэродинамический профиль: NACA 23012
- Масса пустого: 723 кг
- Макс. взлётная масса: 1207 кг (перегрузка по весу в качестве медицинского самолёта)[1]
- Вместимость топлива: 100 л
- Силовая установка: 1 × Walter Minor 6-III 6-цилиндровый рядный поршневой двигатель с воздушным охлаждением, 118 кВт (158 л.с.)
- Винты: 2-лопастной деревянный винт фиксированного шага Aero LC 70 диаметром 1,95 м

### Лётные характеристики
- Максимальная скорость: 167 км/ч
- Крейсерская скорость: 150 км/ч
- Скорость сваливания: 70 км/ч
- Дальность: 450 км
- Практический потолок: 3250 м
- Время набора высоты: 8 мин 30 с до 1000 м
- Разбег до 15 м: 410 м
- Пробег при посадке с 15 м: 250 м